# كين موريسون
كين موريسون (بالإنجليزية: Ken Morrison)‏ هو كاتب أغاني أمريكي، ولد في 17 يناير 1957.

## وصلات خارجية
- كين موريسون على موقع IMDb (الإنجليزية)